# Chica Sobresalto
Chica Sobresalto es un proyecto musical de la cantante Maialen Gurbindo López (Villava, Navarra, 13 de mayo de 1994). Tiene tres álbumes publicados: Sobresalto, Sinapsis y Oráculo, en 2017, 2021 y 2023 respectivamente siendo el primero de ellos autoproducido y los siguientes producidos por El Dromedario Records.
La banda se hizo famosa al participar Maialen en la undécima edición de Operación Triunfo en 2020, quedando en sexta posición. Chica Sobresalto es el alter ego de Maialen Gurbindo, nombre que surge del pensamiento "la vida no es un suspiro, es un sobresalto", a través del cual aparece representada como una heroína que hace las cosas que a Maialen le da pudor hacer.

## Carrera musical

### 2017-2020: Primeros inicios
Maialen estudió música en el Orfeón Pamplonés Juvenil y en la escuela de música pública Hilarion Eslava. También cantó en 3indarrok Elektrotxaranga, en Biluzik y en un coro góspel.
En 2017 se formó el proyecto Chica Sobresalto, con Maialen Gurbindo (cantante), Ander Arlegi (bajo), Ibai Sanz (guitarra), Gorka Cía (guitarra) y Aritz Legarrea (batería), a los cuales se unió Leire Celestino al piano.
En octubre de 2017, se presentó el primer trabajo discográfico llamado "Sobresalto" y, un mes después, saltó a primera línea informativa tras imponerse en los Encuentros de Arte Joven de Navarra organizados por el Instituto de Deporte y Juventud.

### 2020: Paso porOperación Triunfo
El 12 de enero de 2020, Maialen se dio a conocer al entrar a participar en el concurso Operación Triunfo, consiguiendo el pase a la academia con la interpretación de «Nuestra canción».

En la segunda gala del programa, cantó junto con Anne Lukin la canción «Ilargia» de Ken Zazpi, la cual fue la primera canción cantada en euskera en el programa.
Se quedó a las puertas de la final siendo eliminada en la gala 12, quedando en sexta posición.

Durante su estancia en la academia se lanzó el sencillo «Oxitocina», el cual fue uno de los primeros sencillos que salían de dicha edición. Las voces de la canción fueron grabadas dentro de la academia, mientras que la producción la realizó el grupo en el local de ensayo con Hans Krüger a los mandos.

### 2020-2022:Sinapsisy primeras colaboraciones
El 13 de noviembre de 2020 se lanzó «Fusión del núcleo», que es el segundo sencillo (primero después de salir de la academia) del segundo álbum de Chica Sobresalto. El 8 de enero de 2021 lanzó su tercer sencillo con la colaboración de la cantante Zahara llamado «Adrenalina». Los videoclips de las dos canciones fueron dirigidos por la artista Lyona, siendo el segundo una continuación de la historia empezada en el primero. El 13 de abril de 2021 lanzó «Selección natural», el último sencillo de su segundo álbum y cuyo videoclip también fue realizado por Lyona. Con el lanzamiento del sencillo anunció los primeros conciertos de presentación de su álbum.
El 25 de abril de 2021 realizó su primera colaboración cantando con Veintiuno la canción «Nudes».
Su segundo álbum, llamado Sinapsis, salió a la venta el 14 de mayo de 2021. Fue grabado con los productores Santos y Fluren en Blind Records en Barcelona. El álbum se convirtió en un éxito de ventas, alcanzando el número 1 en España, tanto en la lista de álbumes como en la de vinilos.
El 16 de julio de 2021 lanzó en las plataformas digitales la canción «Inconstantes Vitales», la cual estaba escondida en la edición física del álbum Sinapsis.
El EP Retales se publicó el 13 de agosto de 2021, el cual se compone de cuatro temas. Tres temas funcionan como caras B de los sencillos que aparecen en Sinapsis, las cuales son canciones personales interpretadas en formato acústico e incluidas en las ediciones físicas de los sencillos de su álbum Sinapsis (2021). El bonus track del EP es «Basandere», que es una canción promocional en castellano y euskera, dedicada a Navarra, la tierra de Maialen, que vio la luz con motivo del Día de Navarra en la Feria Internacional de Turismo FITUR 2021.
El 14 de septiembre de 2021 se anunció la Gira Bailando Raro, la cual recorrió 7 ciudades españoles, además del lanzamiento del sencillo «Bailando Raro», que salió a la venta el 13 de octubre de 2021. En esta gira se incorporó a la banda Olaia Inziarte al piano y coros, ya que Leire Celestino tuvo que dejar el proyecto por motivos personales.
Durante 2021 también colaboró con el documental de RTVE Play sobre Susana Estrada, titulado Susana y el sexo, cantando el tema principal, una versión del tema «¡Gózame ya!». El videoclip mezcla imágenes reales de Susana Estrada e imágenes de Maialen representándola.
El 14 de marzo de 2022 durante el Día Mundial de la Endometriosis, Chica Sobresalto presentó una nueva versión de la canción «Progesterona» junto a Beth Rodergas, la cual sufre de endometriosis. Es el último sencillo del disco y con el que Chica Sobresalto da por cerrada la era Sinapsis. A finales de 2022 devolvió la colaboración a Beth en la canción «One of Us» del disco Natural Women.

### 2022-2024:Oráculo
El disco de Oráculo se anunció el día 9 de noviembre de 2022, coincidiendo con el lanzamiento del primer sencillo La estrella. Antes de la publicación del álbum se presentaron cuatro sencillos más, el 19 de enero de 2022 se lanzó «La Torre», el 22 de marzo de 2022, Veintiuno devolvió la colaboración con la canción «Poquita cosa» y justo antes de la publicación del álbum de Oráculo se publicaron los sencillos Hogar y «La Monogamia» junto a Celia Becks.
El 12 de mayo de 2023 se publicó el álbum Oráculo, el cual volvió a estar producido por Santos & Fluren y publicado por Dromedario Records.Para este álbum, Marta Iricibar sustituyó a Olaia Inziarte en los pianos e Ibai Sanz dejó la banda.
El álbum de Oráculo tuvo dos giras de presentación. El 8 de febrero de 2023, antes de la publicación del álbum, se anunció una pequeña gira llamada Poquita cosa, la cual recorrió 5 ciudades de España, incluyendo la participación en 2 festivales en verano. El 14 de febrero de 2024 se anunció la gira Pultón, la cual recorrió todo el país en casi una veintena de conciertos.Varios de los conciertos de la gira aparecieron en el programa Girando por salas, en el cual Chica Sobresalto fue una de las 22 seleccionadas.
El 13 de agosto de 2023 se publicó el EP Retales II, el cual sirve de cierre de la etapa Oráculo e incluye 4 canciones sin regrabar del álbum.
Durante el periodo de Oráculo, Chica Sobresalto participó en la canción «Ponte en mi lugar», organizada por la Asociación +Músicas por el Día de la Mujer.Publicó una nueva canción llamada «Tu nirvana» y una nueva versión de «Navegantes» llamada «Navegantes (en pendura)». También realizó colaboraciones con Rocío Saiz en la canción «Guapa y lista»,con Bruno Alves en la canción «Loto»,  con Fran Perea haciendo una nueva versión de la canción «Dame una alegría», con Alex Wall en la canción «Mi cabeza» y con Celia Becks en la canción «Crisis». 
El día 25 de octubre de 2024 Chica Sobresalto fue la telonera del concierto de Rozalén que realizó en el Navarra Arena de Pamplona.

### 2024-presente:Benidorm Fest 2025
En septiembre de 2024 anunció a través de sus redes sociales que había presentados dos propuestas para el Benidorm Fest 2025 y luego en octubre anunció que había presentado una tercera. Las tres canciones formarían parte del que sería su cuarto álbum de estudio.
El 12 de noviembre de 2024 se anunció a Chica Sobresalto como una de las 16 participantes del Benidorm Fest 2025. La canción se titula «Mala feminista» y está compuesta por ella misma. El tema se publicó en todas las plataformas el 18 de diciembre de 2024.
Aunque tras la buena aceptación de la canción en plataformas digitales, en la primera semifinal del concurso quedó eliminada sin opciones de pasar a la final.
El 13 de febrero de 2025 presentó Bella Rareza y el 10 de abril Virgen de la luz, segundo y tercer sencillo del cuarto álbum de Chica Sobresalto y las dos canciones que fueron descartadas para el Benidorm Fest 2025.

## Escritora
En 2024, Maialen publica su primer libro El arte de ser mediocre. En este habla de todas las Maialen que viven dentro de ella. En esta sincera oda a la mediocridad Maialen Gurbindo, también conocida como Chica Sobresalto, explica, que, como también dice su amigo Txapa, «cuando compartes algo con alguien, pesa la mitad». 
«El arte de ser mediocre es la destreza de aceptar todas tus rarezas. No es quererte con todo. Es quererte pese a todo»

## Pódcast
El día 5 de junio de 2023 se estrena en Podimo el pódcast Triunfitas con traumitas. Es un pódcast de entrevistas dirigido por Samantha Gilabert y Maialen Gurbindo, por el que han pasado entre otros, antiguos compañeros de Operación triunfo, concursantes de otras ediciones de Operación triunfo y hasta Tinet Rubira que es el director de Gestmusic Endemol y uno de Productores de Operación Triunfo.

## Banda
- Maialen Gurbindo: voz y guitarra (2017-presente)
- Aritz Legarrea: batería (2017-presente)
- Ander Arlegi (Txapa): bajo (2017-presente)
- Gorka Cía: guitarra (2017-presente)
- Marta Iricibar: teclado y coros (2022-presente)

### Antiguos miembros
- Leire Celestino: Piano y coros (2017-2021)
- Ibai Sanz (2017-2022)
- Olaia Inziarte (2021-2022)

## Discografía

### Álbumes de estudio
| Título     | Detalles | Posición máxima |
| ---------- | --- | --------------- |
| Sobresalto | - Lanzamiento: octubre de 2017 - Sello: El Dromedario Records - Formatos: CD, descarga digital, streaming,                                                         |                 |
| Sinapsis   | - Lanzamiento: 14 de mayo de 2021 - Sello: El Dromedario Records - Formatos: CD, descarga digital, streaming, vinilo - Calificación de Jenesaispop: 6/10           | 1               |
| Oraculo    | - Lanzamiento: 12 de mayo de 2023 - Sello: Universal Music Spain - Formatos: CD, descarga digital, streaming, vinilo, casete - Calificación de Jenesaispop: 6.8/10 | 9               |

### EP
| Título     | Detalles                                                                                           |
| ---------- | -------------------------------------------------------------------------------------------------- |
| Retales    | - Lanzamiento: 13 de agosto de 2021 - Sello: El Dromedario Records - Formatos: descarga digital    |
| Retales II | - Lanzamiento: 15 de diciembre de 2023 - Sello: El Dromedario Records - Formatos: descarga digital |

### Sencillos
| Título                         | Año  | Álbum              | Notas                                                        |
| ------------------------------ | ---- | ------------------ | ------------------------------------------------------------ |
| "Oxitocina"                    | 2020 | Sinapsis           | Canción grabada en OT2020                                    |
| "Fusión del núcleo"            | 2020 | Sinapsis           |                                                              |
| "Adrenalina" (con Zahara)      | 2021 | Sinapsis           |                                                              |
| "Selección natural"            | 2021 | Sinapsis           |                                                              |
| "Inconstantes vitales"         | 2021 | Sin álbum          |                                                              |
| "¡Gózame ya!"                  | 2021 | Sin álbum          |                                                              |
| "Bailando raro"                | 2021 | Sin álbum          |                                                              |
| «Progresterona» (con Beth)     | 2022 | Sin álbum          | Como reivindicación el 14 de marzo, día de la Endometriosis. |
| "La estrella"                  | 2022 | Oráculo            |                                                              |
| "La torre"                     | 2023 | Oráculo            |                                                              |
| "Poquita cosa" (con Veintiuno) | 2023 | Oráculo            |                                                              |
| "El hogar"                     | 2023 | Oráculo            |                                                              |
| "La monogamia"                 | 2023 | Oráculo            |                                                              |
| "El tiempo bala"               | 2023 | Retales II         |                                                              |
| "Plutón"                       | 2023 | Retales II         |                                                              |
| "Sertralina"                   | 2023 | Retales II         |                                                              |
| "Tu nirvana"                   | 2024 | Sin álbum          |                                                              |
| "Navegantes (en pendura)       | 2024 | Sin álbum          |                                                              |
| "Mala feminista"               | 2024 | Chica Sobresalto 4 | Canción con la que participa en Benidorm Fest 2025           |
| "Bella rareza"                 | 2025 | Chica Sobresalto 4 |                                                              |
| "Virgen de la luz"             | 2025 | Chica Sobresalto 4 |                                                              |
| "Fuera de la fiesta"           | 2025 | Chica Sobresalto 4 |                                                              |
| "Llorando con Bad Gyal"        | 2025 | Chica Sobresalto 4 |                                                              |

### Sencillos como artista invitada y colaboraciones
| Título                                       | Año  | Álbum                               |
| -------------------------------------------- | ---- | ----------------------------------- |
| "Los nuevos rockeros" con Gussy              | 2018 | Horizontes                          |
| "La luna nunca brilla sola" con Gussy        | 2019 | Canciones cortas para viajes largos |
| "Zalantza eta egia" con Xabi Bandini         | 2020 | Sin álbum                           |
| "Nudes" con Veintiuno                        | 2021 | Corazonada                          |
| "Deseo y souvenir" con Ciclonautas           | 2021 | Camping del astio                   |
| "One of us" con Beth Rodergas                | 2022 | Natural Women                       |
| "Vivir lento" con Éxtasis                    | 2022 | Sin álbum                           |
| "La reina de las nieves" con Andrea Santiago | 2022 | Prenderle fuego a todo              |
| "Braile" con Juan Belda                      | 2023 | Rayo                                |
| "La duda" con Luis Carrillo                  | 2023 | Puntos de fuga                      |
| "En mi lugar" con Varios artistas            | 2023 | Día internacional de la mujer       |
| "Guapa y lista" con Rocío Saiz               | 2023 | Autoboicot y descanso               |
| "Loto" con Bruno Álves                       | 2024 | Sin álbum                           |
| "Dame una alegría" con Fran Perea            | 2024 | Sin álbum                           |
| "Mi cabeza" con Alex Wall                    | 2024 | Sin álbum                           |
| "Crisis" con Celia Becks                     | 2024 | Sin álbum                           |

## Filmografía

### Televisión
| Año  | Título                 | Canal               | Notas                        |
| ---- | ---------------------- | ------------------- | ---------------------------- |
| 2020 | Operación Triunfo 2020 | Televisión Española | Concursante - 11.ª expulsada |
| 2025 | Benidorm Fest 2025     | Televisión Española | Concursante                  |

### Pódcast
| Año       | Título                   | Plataforma                | Rol                                | Notas |
| --------- | ------------------------ | ------------------------- | ---------------------------------- | ----- |
| 2023-2025 | Triunfitas con Traumitas | Podimo, Spotify y YouTube | Presentadora con Samantha Gilabert |       |